# Аркадий Екатов
Аркадий Никифорович Екатов е съветски летец-изпитател 1-ви клас, „заслужил летец на СССР“ (17 юли 1925).

## Биография
Постъпва в армията през 1915 година, след като завършва Московско летателно училище.
Участва в Първата световна война, достига до чин подофицер. Награден е с орден „Георгиевски кръст“ за въздушна победа над самолет на противника. Участва в Руската гражданска война.
От 1920 година е летец-изпитател в авиозавод № 1 „Авиахим“, построен до Москва. Изпитва самолети Р-1, Р-2, Р-5, И-15, И-16, И-153 на бюро „Поликарпов“. През лятото на 1925 година участва в прелета от Москва до Пекин.
На 5 април 1940 година издига за първи път във въздуха прототипа на изтребителя И-200, разработен в ОКБ оглавено от Артьом Микоян и Михаил Гуревич (ОКБ-155).
Активно участва в изпитанията на МиГ-1 и МиГ-3.

### Катастрофа
Загива в авиоинцидент на 13 март 1941 година, при изпитания на „МиГ-3“.